# Vincenzo Peruggia
Vincenzo Peruggia (Dumenza, 1881. október 8. – Saint-Maur-des-Fossés, 1925. október 8.) olasz szobafestő, aki 1911. augusztus 21-én ellopta Leonardo da Vinci híres festményét, a Mona Lisát a párizsi Louvre-ból. Az esetet a 20. század legnagyobb műkincslopásaként tartják számon.
A festmény 1913. december 12-én Firenzében került elő, miután Peruggia tárgyalásokat kezdett az eladásáról a firenzei Uffizi képtár igazgatójával, aki azonban feljelentette. A festményt az olasz állam visszaszolgáltatta a párizsi múzeumnak. Olaszországi tárgyalásán Peruggia hazafias cselekedetként magyarázta tettét. Mindössze egy év börtönre ítélték, és ebből is csak néhány hónapot kellett letöltenie, az olasz közvélemény pedig valóságos hősként tisztelte.
1925. október 8-án Franciaországban szívrohamban halt meg.
A műkincsrablásról több játékfilm is készült: 1931-ben Bolváry Gézától, 1965-ben Michel Deville-től, 2006-ban Fabrizio Costától.